# Poaceae
Le Poacee, conosciute precedentemente come Graminacee (Poaceae [R.Br.] Barnhart, 1895 o Gramineae [nomen cons.] Juss.), sono una famiglia di piante angiosperme monocotiledoni appartenente all'ordine Poales.

## Descrizione
Si tratta di piante erbacee, perenni o annuali. L'habitus dominante è rizomatoso erbaceo. 

### Fusto
Il fusto (denominato culmo) è articolato in nodi e internodi. Nella maggior parte delle specie è cavo negli internodi e pieno ai nodi. Poche specie (es. mais) presentano fusti pieni anche agli internodi. A livello dei nodi si originano le foglie e le ramificazioni laterali. Il culmo non si ramifica salvo che in basso; una porzione meristematica in corrispondenza del nodo conferisce al culmo la capacità di raddrizzarsi nel caso venga flesso. Molte Graminacee mostrano il fenomeno dell'accestimento: da un rizoma perenne si formano, anche nella stessa annata, più culmi vicini tra loro. 

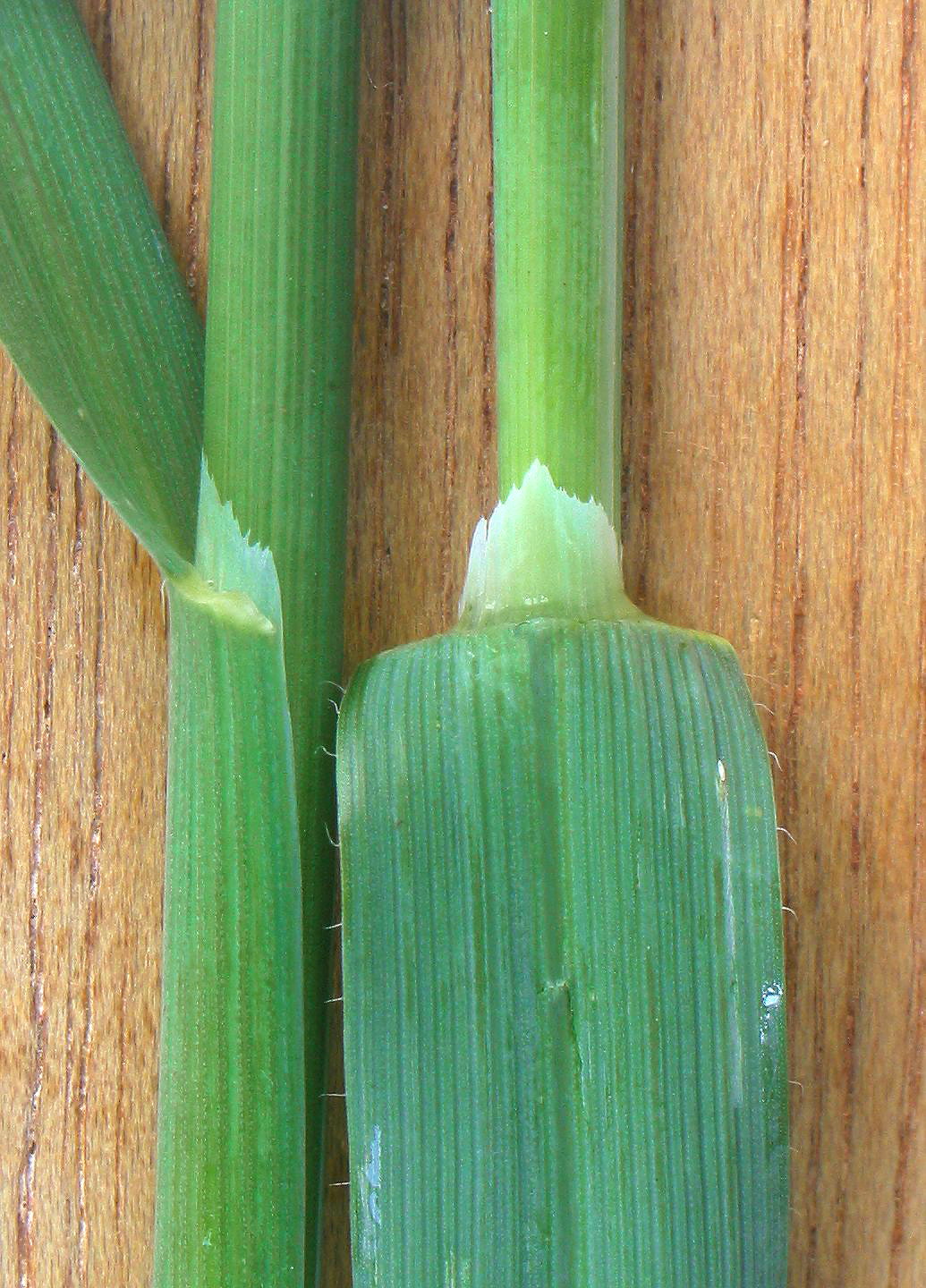
Ligula in Avena sativa

### Foglie
Le foglie presentano una guaina, che avvolge il culmo e un lembo, che si stacca nettamente dalla guaina in corrispondenza di una piccola struttura membranosa detta ligula. La guaina presenta una incisione per tutta la sua lunghezza, i margini possono coprirsi per un breve tratto. Il lembo si distanzia dal fusto ad angolo ottuso e termina a punta, sovente presenta delle striature. La ligula è una membrana sottile posizionata tra il lembo e la guaina: può essere più o meno sviluppata o sostituita da un ciuffo di peli ed è importante come carattere diagnostico. In alcuni generi (es. Hordeum, Lolium) possono essere presenti delle auricole alla base della foglia.

### Fiori

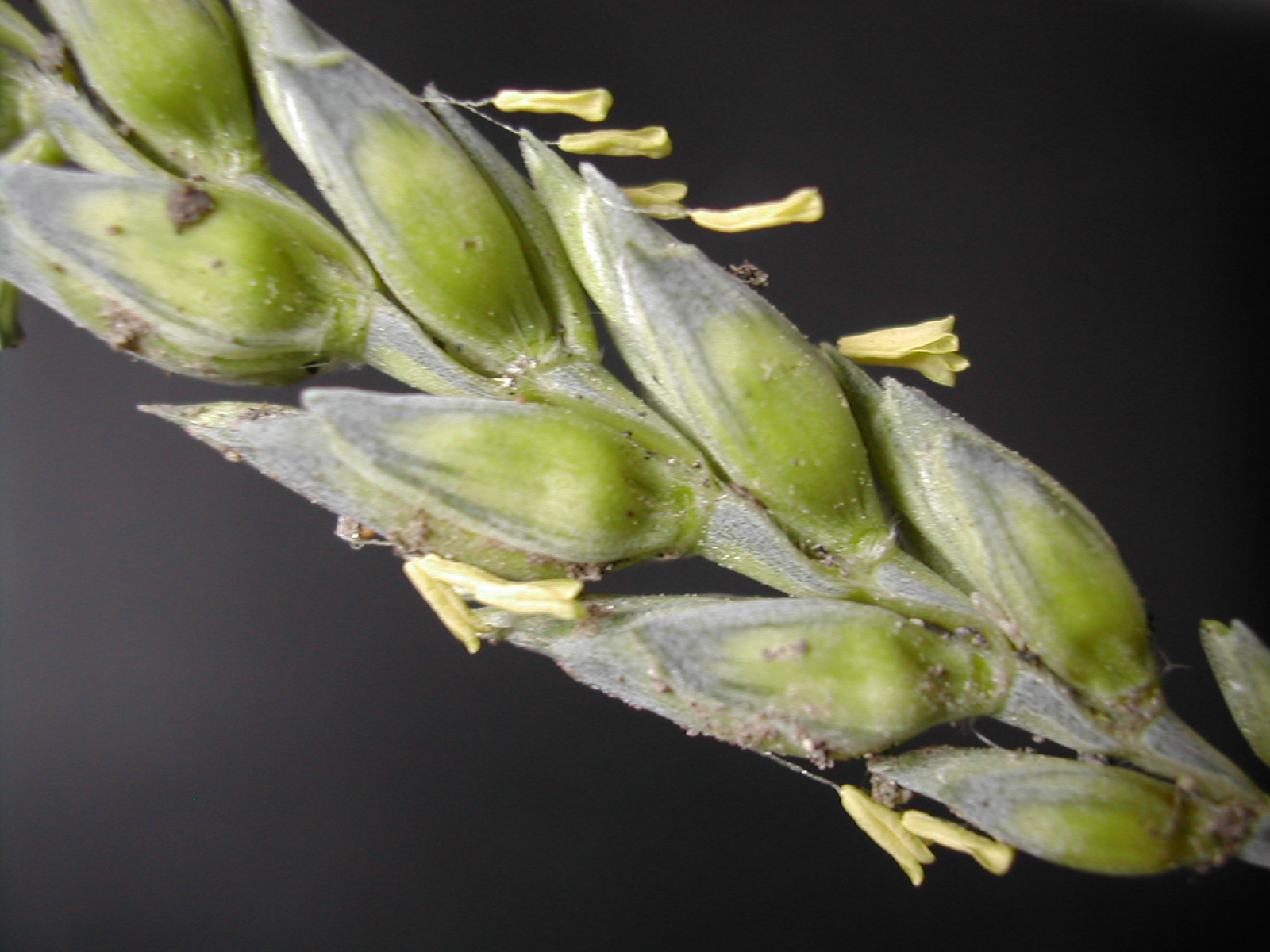
Infiorescenza di Triticum con in evidenza gli stami

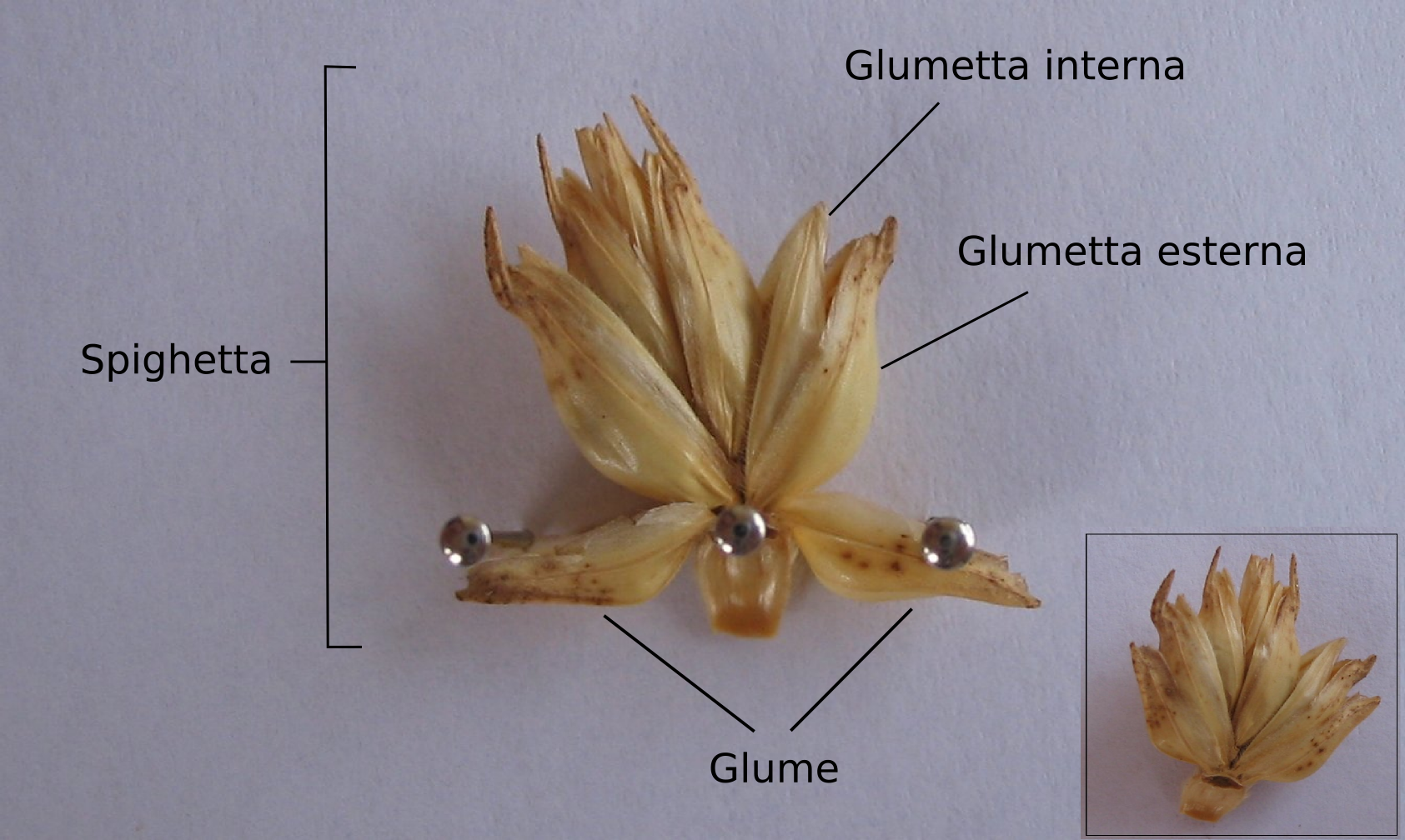
Struttura di una spighetta

I fiori sono sempre raccolti in particolari infiorescenze, distintive della famiglia, denominate spighette riunite a loro volta in spighe o pannocchie. L'impollinazione è anemofila (con conseguente perdita della funzione vessillare del fiore). Le Poaceae, sulla base della struttura della spighetta, vengono distinte in vari gruppi (tribù).
Il fiore possiede un asse centrale, rappresentato dal gineceo, supero, costituito da 2 (3) carpelli che delimitano una sola loggia (gineceo uniloculare) con un solo ovulo, uno stilo e 2(3) stimmi piumosi. Alla base dell'ovario si inseriscono gli stami (che formano l'androceo), quasi sempre in numero di tre, ognuno costituito da un filamento e da un'antera pendula. Talora i fiori sono unisessuali per mancanza del pistillo o sterili per aborto degli organi sessuali.
L'ovario e gli stami sono avvolti da due glumette col valore di brattee fertili, di cui l'inferiore prende il nome di lemma, e la superiore, più piccola e generalmente racchiusa dalla precedente, viene detta palea. Il lemma può presentare, nella parte mediana, un angolo (carena) dalla quale può dipartirsi un'arista (talvolta in luogo dell'arista si trova un aculeo, oppure la glumetta si presenta mutica, ovvero priva di aculeo). Nel fiore si osservano i resti del perianzio, rappresentati da 2 (3) lodicule, di consistenza membranosa.
I fiori sono sempre raccolti in infiorescenze denominate spighette, distintive della famiglia. 
La spighetta, che può essere uniflora o, più frequentemente, pluriflora, è provvista di un asse (rachilla) portante alla base le glume, opposte, con il significato di brattee sterili.
Le glume sono generalmente più piccole delle glumette e si distinguono in superiore e inferiore (lemma), generalmente di grandezza diversa. 
Le glume possono essere carenate e, più raramente delle glumette, portano aculei e ariste (dette anche reste) consistenti in prolungamenti filiformi. Le forme non aristate sono dette mutiche.
I fiori sono sempre raccolti in infiorescenze denominate spighette, distintive della famiglia, e riunite a loro volta in infiorescenze denominate:
- spighe (quando le spighette sono sessili cioè si inseriscono sull'asse principale dell'infiorescenza senza peduncoli)
- pannocchie (quando le spighette sono inserite per mezzo di un peduncolo ramificato)
- racemi (quando le spighette sono inserite per mezzo di un peduncolo non ramificato).

### Frutti
Il frutto è una cariosside in cui l'albume è a diretto contatto con il frutto per digestione dei tegumenti seminali. L'albume è amilaceo e presenta la porzione più esterna formata da uno strato di cellule ricche di proteine (strato aleuronico). Il seme ha endosperma ricco di amido.

## Distribuzione e habitat
Nella regione mediterranea, allo stato spontaneo, pur localizzandosi soprattutto in ambienti aperti, occupano praticamente tutti i tipi di habitat, dai boschi ai luoghi umidi, dalle dune sabbiose agli ambienti rurali.
Si spingono a tutte le latitudini, con notevole escursione altimetrica. Sono piante perfettamente adattate ai climi aridi, anche se non mancano specie mesofile e altre persino acquatiche. Notevole l'importanza nel quadro del rivestimento vegetale della terra: costituiscono fitte formazioni vegetali molto estese alle quali conferiscono una particolare fisionomia come praterie, savane, steppe.
Dominano i biomi delle savane, delle praterie e delle steppe e interi gruppi animali (es. ungulati) si sono evoluti contestualmente. Particolare importanza assumono anche nella storia e nell'economia umana. La coltura dei cereali è alla base dello sviluppo delle prime società civilizzate.

## Tassonomia
Secondo il sistema Cronquist la famiglia faceva parte, insieme alle Cyperaceae, dell'ordine Cyperales.

Secondo la classificazione APG le Poaceae vengono incluse, insieme a 15 altre famiglie di piante monocotiledoni, nell'ordine delle Poales.
La famiglia comprende 799 generi in 12 sottofamiglie:
 Sottofamiglia Anomochlooideae 
- Anomochloa Brongn.
- Streptochaeta Schrad. ex Nees

 Sottofamiglia Aristidoideae 
- Aristida L.
- Sartidia De Winter
- Stipagrostis Nees

 Sottofamiglia Arundinoideae 
- Tribù Arundineae
  - Amphipogon R.Br.
  - Arundo L.
  - Calamtrisetum Charit.
  - Dregeochloa Conert
  - Monachather Steud.
- Tribù Crinipedeae
  - Crinipes Hochst.
  - Elytrophorus P.Beauv.
  - Leptagrostis C.E.Hubb.
  - Piptophyllum C.E.Hubb.
  - Pratochloa Hardion
  - Styppeiochloa De Winter
- Tribù Molinieae
  - Hakonechloa Makino ex Honda
  - Molinia Schrank
  - Moliniopsis Hayata
  - Phragmites Adans.
- Arundinoideae incertae sedis
  - Dichaetaria Nees ex Steud.
  - Nematopoa C.E.Hubb.

 Sottofamiglia Bambusoideae 
- Tribù Arundinarieae
  - Sottotribù Arundinariinae
    - Acidosasa C.D.Chu & C.S.Chao
    - Arundinaria Michx.
    - Bashania Keng f. & T.P.Yi
    - Brachystachyum Keng
    - Chimonobambusa Makino
    - Ferrocalamus Hsueh & Keng f.
    - Gelidocalamus T.H.Wen
    - Indocalamus Nakai
    - Indosasa McClure
    - Kengiochloa Y.H.Tong & N.H.Xia
    - Oligostachyum Z.P.Wang & G.H.Ye
    - Phyllostachys Siebold & Zucc.
    - Pleioblastus Nakai
    - Pseudosasa Makino ex Nakai
    - Ravenochloa D.Z.Li & Y.X.Zhang
    - Sasa Makino & Shibata
    - Sasaella Makino
    - Sasamorpha Nakai
    - Semiarundinaria Makino ex Nakai
    - Shibataea Makino ex Nakai
    - Sinobambusa Makino ex Nakai
    - Sinosasa L.C.Chia ex N.H.Xia, Q.M.Qin & Y.H.Tong

  - Sottotribù Ampelocalaminae
    - Ampelocalamus S.L.Chen T.H.Wen & G.Y.Sheng
    - Drepanostachyum Keng f.
    - Himalayacalamus Keng f.

  - Sottotribù Gaoligongshaniinae
    - Gaoligongshania D.Z.Li, Hsueh & N.H.Xia

  - Sottotribù Hsuehochloinae
    - Hsuehochloa D.Z.Li & Y.X.Zhang

  - Sottotribù Thamnocalaminae
    - Bergbambos Stapleton
    - Borinda Stapleton
    - Chimonocalamus Hsueh f. & T.P.Yi
    - Fargesia Franch.
    - Kuruna Attigala, Kaththr. & L.G.Clark
    - Oldeania Stapleton
    - Sarocalamus Stapleton
    - Thamnocalamus Munro
    - Tongpeia Stapleton
    - Yushania Keng f.

  - Arundinarieae incertae sedis
    - Khoonmengia N.H.Xia, Y.H.Tong & X.R.Zheng
- Tribù Bambuseae
  - Sottotribù Arthrostylidiinae
    - Actinocladum McClure ex Soderstr.
    - Alvimia C.E.Calderón ex Soderstr. & Londoño
    - Arthrostylidium Rupr.
    - Athroostachys Benth.
    - Atractantha McClure
    - Aulonemia Goudot
    - Aulonemiella L.G.Clark, Londoño, C.D.Tyrrell & Judz.
    - Cambajuva P.L.Viana, L.G.Clark & Filg.
    - Colanthelia McClure & E.W.Sm.
    - Didymogonyx (L.G.Clark & Londoño) C.D.Tyrrell, L.G.Clark & Londoño
    - Elytrostachys McClure
    - Filgueirasia Guala
    - Glaziophyton Franch.
    - Merostachys Spreng.
    - Myriocladus Swallen
    - Rhipidocladum McClure

  - Sottotribù Bambusinae
    - Bambusa Schreb.
    - Bonia Balansa
    - Cochinchinochloa H.N.Nguyen & V.T.Tran
    - Dendrocalamus Nees
    - Fimbribambusa Widjaja
    - Gigantochloa Kurz ex Munro
    - Laobambos Haev., Lamxay & D.Z.Li
    - Maclurochloa K.M.Wong
    - Melocalamus Benth.
    - Neomicrocalamus Keng f.
    - Oreobambos K.Schum.
    - Oxytenanthera Munro
    - Phuphanochloa Sungkaew & Teerawat.
    - Pseudobambusa T.Q.Nguyen
    - Pseudoxytenanthera Soderstr. & R.P.Ellis
    - Soejatmia K.M.Wong
    - Thyrsostachys Gamble
    - Vietnamosasa T.Q.Nguyen
    - Yersinochloa H.N.Nguyen & V.T.Tran

  - Sottotribù Chusqueinae
    - Chusquea Kunth

  - Sottotribù Dinochloinae
    - Cyrtochloa S.Dransf.
    - Dinochloa Buse
    - Mullerochloa K.M.Wong
    - Neololeba Widjaja
    - Parabambusa Widjaja
    - Pinga Widjaja
    - Sphaerobambos S.Dransf.

  - Sottotribù Greslaniinae
    - Greslania Balansa

  - Sottotribù Guaduinae
    - Apoclada McClure
    - Eremocaulon Soderstr. & Londoño
    - Guadua Kunth
    - Olmeca Soderstr.
    - Otatea (McClure & E.W.Sm.) C.E.Calderón ex Soderstr.
    - Tibisia C.D.Tyrrell, Londoño & L.G.Clark

  - Sottotribù Hickeliinae
    - Cathariostachys S.Dransf.
    - Decaryochloa A.Camus
    - Hickelia A.Camus
    - Hitchcockella A.Camus
    - Nastus Juss.
    - Perrierbambus A.Camus
    - Sirochloa S.Dransf.
    - Valiha S.Dransf.

  - Sottotribù Holttumochloinae
    - Holttumochloa K.M.Wong
    - Kinabaluchloa K.M.Wong
    - Nianhochloa H.N.Nguyen & V.T.Tran

  - Sottotribù Melocanninae
    - Annamocalamus H.N.Nguyen, N.H.Xia & V.T.Tran
    - Cephalostachyum Munro
    - Davidsea Soderstr. & R.P.Ellis
    - Melocanna Trin.
    - Ochlandra Thwaites
    - Pseudostachyum Munro
    - Schizostachyum Nees
    - Stapletonia P.Singh, S.S.Dash & P.Kumari

  - Sottotribù Racemobambosinae
    - Chloothamnus Buse
    - Racemobambos Holttum
    - Widjajachloa K.M.Wong & S.Dransf.

  - Sottotribù Temburongiinae
    - Temburongia S.Dransf. & K.M.Wong

  - Bambuseae incertae sedis
    - Ruhooglandia S.Dransf. & K.M.Wong
    - Temochloa S.Dransf.
- Tribù Olyreae
  - Sottotribù Buergersiochloinae
    - Buergersiochloa Pilg.

  - Sottotribù Olyrinae
    - Agnesia Zuloaga & Judz.
    - Arberella Soderstr. & C.E.Calderón
    - Brasilochloa R.P.Oliveira & L.G.Clark
    - Cryptochloa Swallen
    - Diandrolyra Stapf
    - Ekmanochloa Hitchc.
    - Froesiochloa G.A.Black
    - Lithachne P.Beauv.
    - Maclurolyra C.E.Calderón ex Soderstr.
    - Mniochloa Chase
    - Olyra L.
    - Parodiolyra Soderstr. & Zuloaga
    - Piresia Swallen
    - Piresiella Judz., Zuloaga & Morrone
    - Raddia Bertol.
    - Raddiella Swallen
    - Rehia Fijten
    - Reitzia Swallen
    - Sucrea Soderstr.
    - Taquara I.L.C.Oliveira & R.P.Oliveira

  - Sottotribù Parianinae
    - Eremitis Döll
    - Pariana Aubl.
    - Parianella Hollowell, F.M.Ferreira & R.P.Oliveira

 Sottofamiglia Chloridoideae 
- Tribù Centropodieae
  - Centropodia Rchb.
  - Ellisochloa P.M.Peterson & N.P.Barker
- Tribù Cynodonteae
  - Sottotribù Aeluropodinae
    - Aeluropus Trin.
    - Odyssea Stapf

  - Sottotribù Allolepiinae
    - Allolepis Soderstr. & H.F.Decker

  - Sottotribù Boutelouinae
    - Bouteloua Lag.

  - Sottotribù Cteniinae
    - Ctenium Panz.

  - Sottotribù Dactylocteniinae
    - Acrachne Wight & Arn. ex Chiov.
    - Brachychloa S.M.Phillips
    - Dactyloctenium Willd.
    - Neobouteloua Gould

  - Sottotribù Eleusininae
    - Afrotrichloris Chiov.
    - Astrebla F.Muell.
    - Austrochloris Lazarides
    - Chloris Sw.
    - Chrysochloa Swallen
    - Coelachyrum Hochst. & Nees
    - Cynodon Rich.
    - Daknopholis Clayton
    - Dinebra Jacq.
    - Diplachne P.Beauv.
    - Disakisperma Steud.
    - Eleusine Gaertn.
    - Enteropogon Nees
    - Eustachys Desv.
    - Harpochloa Kunth
    - Leptochloa P.Beauv.
    - Lepturus R.Br.
    - Micrachne P.M.Peterson, Romasch. & Y.Herrera
    - Microchloa R.Br.
    - Neostapfiella A.Camus
    - Oxychloris Lazarides
    - Rheochloa Filg., P.M.Peterson & Y.Herrera
    - Schoenefeldia Kunth
    - Schoenefeldiella P.M.Peterson
    - Stapfochloa H.Scholz
    - Tetrapogon Desf.

  - Sottotribù Farragininae
    - Craspedorhachis Benth.
    - Farrago Clayton

  - Sottotribù Gouiniinae
    - Gouinia E.Fourn. ex Benth. & Hook.f.
    - Schenckochloa J.J.Ortíz
    - Tridentopsis P.M.Peterson
    - Triplasiella P.M.Peterson & Romasch.
    - Triplasis P.Beauv.
    - Vaseyochloa Hitchc.

  - Sottotribù Hilariinae
    - Hilaria Kunth

  - Sottotribù Hubbardochloinae
    - Bewsia Gooss.
    - Decaryella A.Camus
    - Dignathia Stapf
    - Gymnopogon P.Beauv.
    - Hubbardochloa Auquier
    - Leptocarydion Hochst. ex Stapf
    - Leptothrium Kunth
    - Lophacme Stapf
    - Tetrachaete Chiov. ex P.R.Pirotta

  - Sottotribù Jouveinae
    - Jouvea E.Fourn.

  - Sottotribù Kaliniinae
    - Kalinia H.L.Bell & Columbus

  - Sottotribù Monanthochloinae
    - Distichlis Raf.

  - Sottotribù Muhlenbergiinae
    - Muhlenbergia Schreb.

  - Sottotribù Orcuttiinae
    - Neostapfia Burtt Davy
    - Orcuttia Vasey
    - Tuctoria Reeder

  - Sottotribù Orininae
    - Cleistogenes Keng
    - Orinus Hitchc.

  - Sottotribù Pappophorinae
    - Neesiochloa Pilg.
    - Pappophorum Schreb.
    - Tridens Roem. & Schult.

  - Sottotribù Perotidinae
    - Mosdenia Stent
    - Perotis Aiton
    - Trigonochloa P.M.Peterson & N.Snow

  - Sottotribù Scleropogoninae
    - Blepharidachne Hack.
    - Erioneuron Nash
    - Munroa Torr.
    - Scleropogon Phil.
    - Swallenia Soderstr. & H.F.Decker

  - Sottotribù Sohnsiinae
    - Sohnsia Airy Shaw

  - Sottotribù Traginae
    - Monelytrum Hack.
    - Orthacanthus P.M.Peterson & Romasch.
    - Pogononeura Napper
    - Polevansia De Winter
    - Tragus Haller
    - Willkommia Hack.

  - Sottotribù Trichoneurinae
    - Trichoneura Andersson

  - Sottotribù Triodiinae
    - Triodia R.Br.

  - Sottotribù Tripogoninae
    - Desmostachya (Stapf) Stapf
    - Eragrostiella Bor
    - Halopyrum Stapf
    - Melanocenchris Nees
    - Oropetium Trin.
    - Tripogon Roem. & Schult.
    - Tripogonella P.M.Peterson & Romasch.

  - Sottotribù Zaqiqahinae
    - Zaqiqah P.M.Peterson & Romasch.

  - Cynodonteae incertae sedis
    - Kampochloa Clayton
    - Lepturidium Hitchc. & Ekman
    - Pommereulla Naezén
    - Sclerodactylon Stapf
    - Vietnamochloa Veldkamp & R.Nowack
- Tribù Eragrostideae
  - Sottotribù Cotteinae
  - Cottea Kunth
  - Enneapogon Desv. ex P.Beauv.
  - Kaokochloa De Winter
  - Schmidtia Steud. ex J.A.Schmidt
  - Sottotribù Eragrostidinae
  - Catalepis Stapf & Stent
  - Cladoraphis Franch.
  - Eragrostis Wolf
  - Harpachne Hochst. ex A.Rich.
  - Pogonarthria Stapf
  - Richardsiella Elffers & Kenn.-O'Byrne
  - Steirachne Ekman
  - Stiburus Stapf
  - Viguierella A.Camus
  - Sottotribù Uniolinae
  - Entoplocamia Stapf
  - Fingerhuthia Lehm.
  - Tetrachne Nees
  - Uniola L.
- Tribù Triraphideae
  - Habrochloa C.E.Hubb.
  - Nematopoa C.E.Hubb.
  - Neyraudia Hook.f.
  - Triraphis R.Br.
- Tribù Zoysieae
  - Psilolemma S.M.Phillips
  - Sporobolus R.Br.
  - Urochondra C.E.Hubb.
  - Zoysia Willd.
- Chloridoideae incertae sedis
  - Indopoa Bor
  - Lepturopetium Morat
  - Myriostachya (Benth.) Hook.f.
  - Pogonochloa C.E.Hubb.
  - Pseudozoysia Chiov.
  - Silentvalleya V.J.Nair, Sreek., Vajr. & Bhargavan

 Sottofamiglia Danthonioideae 
- Tribù Danthonieae
  - Austroderia N.P.Barker & H.P.Linder
  - Capeochloa H.P.Linder & N.P.Barker
  - Chaetobromus Nees
  - Chimaerochloa H.P.Linder
  - Chionochloa Zotov
  - Cortaderia Stapf
  - Danthonia DC.
  - Danthonidium C.E.Hubb.
  - Geochloa H.P.Linder & N.P.Barker
  - Merxmuellera Conert
  - Notochloe Domin
  - Pentameris P.Beauv.
  - Phaenanthoecium C.E.Hubb.
  - Plinthanthesis Steud.
  - Pseudopentameris Conert
  - Rytidosperma Steud.
  - Schismus P.Beauv.
  - Tenaxia N.P.Barker & H.P.Linder
  - Tribolium Desv.

 Sottofamiglia Ehrhartoideae 
- Tribù Ehrharteae Nevski
  - Ehrharta Thunb.
  - Microlaena R.Br.
  - Tetrarrhena R.Br.
  - Zotovia Edgar & Connor
- Tribù Oryzeae Dumort.
  - Sottotribù Oryzinae (Kunth) Griseb.
  - Leersia Sw.
  - Maltebrunia Kunth
  - Oryza L.
  - Prosphytochloa Schweick.
  - Sottotribù Zizaniinae Benth.
  - Chikusichloa Koidz.
  - Hygroryza Nees
  - Luziola Juss.
  - Potamophila R.Br.
  - Rhynchoryza Baill.
  - Zizania L.
  - Zizaniopsis Döll & Asch.
- Tribù Phyllorachideae C.E.Hubb.
  - Humbertochloa A.Camus & Stapf
  - Phyllorachis Trimen
- Tribù Streptogyneae Hubbard
  - Streptogyna P.Beauv.
- Ehrhartoideae incertae sedis
  - Suddia Renvoize

 Sottofamiglia Micrairoideae 
- Tribù Eriachneae (Ohwi) Eck-Boorsb.
  - Eriachne R.Br.
  - Pheidochloa S.T.Blake
- Tribù Isachneae Benth.
  - Coelachne R.Br.
  - Heteranthoecia Stapf
  - Hubbardia Bor
  - Isachne R.Br.
  - Limnopoa C.E.Hubb.
  - Sphaerocaryum Nees ex Hook.f.
- Tribù Micraireae Pilg.
  - Micraira F.Muell.
  - Zenkeria Trin.

 Sottofamiglia Panicoideae 
- Tribù Andropogoneae Dumort.
  - Sottotribù Andropogoninae J. Presl
    - Anadelphia Hack.
    - Andropogon L.
    - Bhidea Stapf ex Bor
    - Diectomis Kunth
    - Diheteropogon Stapf
    - Elymandra Stapf
    - Exotheca Andersson
    - Hyparrhenia Andersson ex E.Fourn.
    - Hyperthelia Clayton
    - Monocymbium Stapf
    - Schizachyrium Nees

  - Sottotribù Anthistiriinae J. Presl
    - Bothriochloa Kuntze
    - Capillipedium Stapf
    - Cymbopogon Spreng.
    - Dichanthium P.Willemet
    - Euclasta Franch.
    - Heteropogon Pers.
    - Iseilema Andersson
    - Themeda Forssk.

  - Sottotribù Apludinae Hook.f.
    - Apluda L.
    - Asthenochloa Buse
    - Eulalia Kunth
    - Homozeugos Stapf
    - Polytrias Hack.
    - Sorghastrum Nash
    - Trachypogon Nees

  - Sottotribù Arthraxoninae Benth.
    - Arthraxon P.Beauv.

  - Sottotribù Chionachninae Clayton
    - Polytoca R.Br.
    - Trilobachne Schenck ex Henrard

  - Sottotribù Chrysopogoninae Welker & E.A. Kellogg
    - Chrysopogon Trin.

  - Sottotribù Germainiinae Clayton
    - Apocopis Nees
    - Germainia Balansa & Poitr.
    - Imperata Cirillo
    - Lophopogon Hack.
    - Pogonatherum P.Beauv.

  - Sottotribù Ischaeminae J.Presl
    - Andropterum Stapf
    - Dimeria R.Br.
    - Eulaliopsis Honda
    - Ischaemum L.
    - Nanooravia Kiran Raj & Sivad.

  - Sottotribù Ratzeburgiinae Hook. f.
    - Eremochloa Buse
    - Glyphochloa Clayton
    - Hackelochloa Kuntze
    - Hemarthria R.Br.
    - Heteropholis C.E.Hubb.
    - Manisuris L.
    - Mnesithea Kunth
    - Ophiuros C.F.Gaertn.
    - Ratzeburgia Kunth
    - Thaumastochloa C.E.Hubb.
    - Thyrsia Stapf

  - Sottotribù Rhytachninae Welker & E.A. Kellogg
    - Loxodera Launert
    - Oxyrhachis Pilg.
    - Rhytachne Desv.
    - Urelytrum Hack.
    - Vossia Wall. & Griff.

  - Sottotribù Rottboelliinae J.Presl
    - Chasmopodium Stapf
    - Coix L.
    - Rottboellia L.f.

  - Sottotribù Saccharinae Griseb.
    - Erianthus Michx.
    - Miscanthidium Stapf
    - Miscanthus Andersson
    - Narenga Bor
    - Pseudosorghum A.Camus
    - Saccharum L.

  - Sottotribù Sorghinae Bluff, Nees & Schauer
    - Hemisorghum C.E.Hubb.
    - Lasiorhachis (Hack.) Stapf
    - Sarga Ewart
    - Sorghum Moench

  - Sottotribù Tripsacinae Dumort.
    - Tripsacum L.
    - Zea L.

  - Andropogoneae incertae sedis
    - Agenium Nees
    - Clausospicula Lazarides
    - Elionurus Humb. & Bonpl. ex Willd.
    - Eriochrysis P.Beauv.
    - Kerriochloa C.E.Hubb.
    - Lasiurus Boiss.
    - Microstegium Nees
    - Parahyparrhenia A.Camus
    - Phacelurus Griseb.
    - Pogonachne Bor
    - Pseudanthistiria (Hack.) Hook.f.
    - Pseudodichanthium Bor
    - Pseudopogonatherum A.Camus
    - Sehima Forssk.
    - Spathia Ewart
    - Spodiopogon Trin.
    - Thelepogon Roth
    - Tripidium H.Scholz
    - Triplopogon Bor
    - Veldkampia Ibaragi & Shiro Kobay.
- Tribù Arundinelleae Stapf
  - Arundinella Raddi
  - Jansenella Bor
  - Garnotia Brongn.
- Tribù Centotheceae Ridl.
  - Centotheca Desv.
  - Megastachya P.Beauv.
- Tribù Chasmanthieae W.V. Brown & B. N. Smith ex Sánchez-Ken & L.G. Clark
  - Bromuniola Stapf & C.E.Hubb.
  - Chasmanthium Link
- Tribù Cyperochloeae L. Watson & Dallwitz ex Sánchez-Ken & L.G. Clark
  - Cyperochloa Lazarides & L.Watson
  - Spartochloa C.E.Hubb.
- Tribù Gynerieae Sánchez-Ken & L.G. Clark
  -     - Gynerium Willd. ex P.Beauv.
- Tribù Lecomtelleae Pilg. ex Potztal
  - Lecomtella A.Camus
- Tribù Paniceae R.Br.
  - Sottotribù Anthephorinae Benth.
    - Anthephora Schreb.
    - Chaetopoa C.E.Hubb.
    - Chlorocalymma Clayton
    - Digitaria Haller
    - Taeniorhachis Cope
    - Tarigidia Stent
    - Thyridachne C.E.Hubb.
    - Trachys Pers.

  - Sottotribù Boivinellinae Pilg.
    - Acritochaete Pilg.
    - Acroceras Stapf
    - Alloteropsis J.Presl
    - Amphicarpum Kunth
    - Chasechloa A.Camus
    - Cyphochlaena Hack.
    - Cyrtococcum Stapf
    - Echinochloa P.Beauv.
    - Entolasia Stapf
    - Lasiacis (Griseb.) Hitchc.
    - Mayariochloa Salariato, Morrone & Zuloaga
    - Microcalamus Franch.
    - Morronea Zuloaga & Scataglini
    - Oplismenus P.Beauv.
    - Ottochloa Dandy
    - Parodiophyllochloa Zuloaga & Morrone
    - Poecilostachys Hack.
    - Pseudechinolaena Stapf
    - Pseudolasiacis (A.Camus) A.Camus
    - Stolonochloa E.J.Thomps.

  - Sottotribù Cenchrinae Dumort.
    - Alexfloydia B.K.Simon
    - Cenchrus L.
    - Chamaeraphis R.Br.
    - Dissochondrus (Hillebr.) Kuntze
    - Holcolemma Stapf & C.E.Hubb.
    - Hygrochloa Lazarides
    - Ixophorus Schltdl.
    - Janochloa Zuloaga & Delfini
    - Paractaenum P.Beauv.
    - Paratheria Griseb.
    - Plagiosetum Benth.
    - Pseudoraphis Griff. ex Pilg.
    - Setaria P.Beauv.
    - Setariopsis Scribn. ex Millsp.
    - Snowdenia C.E.Hubb.
    - Spinifex L.
    - Stenotaphrum Trin.
    - Stereochlaena Hack.
    - Streptolophus Hughes
    - Uranthoecium Stapf
    - Whiteochloa C.E.Hubb.
    - Xerochloa R.Br.
    - Zuloagaea Bess
    - Zygochloa S.T.Blake

  - Sottotribù Cleistochloinae 
    - Calyptochloa C.E.Hubb.
    - Cleistochloa C.E.Hubb.
    - Cryptachne E.J.Thomps.
    - Dimorphochloa S.T.Blake
    - Simonachne E.J.Thomps.

  - Sottotribù Dichantheliinae Zuloaga
    - Adenochloa Zuloaga
    - Dichanthelium (Hitchc. & Chase) Gould

  - Sottotribù Melinidinae Pilg.
    - Batochloa Salariato & Zuloaga
    - Chaetium Nees
    - Eccoptocarpha Launert
    - Eriochloa Kunth
    - Megathyrsus (Pilg.) B.K.Simon & S.W.L.Jacobs
    - Melinis P.Beauv.
    - Moorochloa Veldkamp
    - Rupichloa Salariato & Morrone
    - Scutachne Hitchc. & Chase
    - Thuarea Pers.
    - Tricholaena Schrad.
    - Urochloa P.Beauv.
    - Yvesia A.Camus

  - Sottotribù Neurachninae Clayton & Renvoize
    - Ancistrachne  S.T.Blake
    - Neurachne R.Br.
    - Thyridolepis S.T.Blake

  - Sottotribù Panicinae Fr.
    - Cnidochloa Zuloaga
    - Louisiella C.E.Hubb. & J.Léonard
    - Panicum L.

  - Paniceae incertae sedis
    - Homopholis C.E.Hubb.
    - Hydrothauma C.E.Hubb.
    - Hylebates Chippind.
    - Kellochloa Lizarazu, Nicola & Scataglini
    - Oryzidium C.E.Hubbard & Schweick.
    - Sacciolepis Nash
    - Thedachloa S.W.L.Jacobs
    - Trichanthecium Zuloaga & Morrone
    - Walwhalleya Wills & J.J.Bruhl
- Tribù Paspaleae J.Presl
  - Sottotribù Arthropogoninae Butzin
    - Altoparadisium Filg., Davidse, Zuloaga & Morrone
    - Apochloa Zuloaga & Morrone
    - Arthropogon Nees
    - Canastra Morrone, Zuloaga, Davidse & Filg.
    - Coleataenia Griseb.
    - Cyphonanthus Zuloaga & Morrone
    - Homolepis Chase
    - Keratochlaena Morrone & Zuloaga
    - Mesosetum Steud.
    - Oncorachis Morrone & Zuloaga
    - Oplismenopsis Parodi
    - Stephostachys Zuloaga & Morrone
    - Tatianyx Zuloaga & Soderstr.
    - Triscenia Griseb.

  - Sottotribù Otachyriinae Butzin
    - Hymenachne P.Beauv.
    - Otachyrium Nees
    - Plagiantha Renvoize
    - Rugoloa Zuloaga
    - Steinchisma Raf.

  - Sottotribù Paspalinae Griseb.
    - Aakia J.R.Grande
    - Acostia Swallen
    - Anthenantia P.Beauv.
    - Anthaenantiopsis Mez ex Pilg.
    - Axonopus P.Beauv.
    - Baptorhachis Clayton & Renvoize
    - Echinolaena Desv.
    - Gerritea Zuloaga, Morrone & Killeen
    - Hopia Zuloaga & Morrone
    - Ichnanthus P.Beauv.
    - Ocellochloa Zuloaga & Morrone
    - Oedochloa C.Silva & R.P.Oliveira
    - Osvaldoa J.R.Grande
    - Paspalum L.
    - Renvoizea Zuloaga & Morrone
    - Spheneria Kuhlm.
    - Streptostachys Desv.
    - Paspaleae incertae sedis
    - Reynaudia Kunth
- Tribù Steyermarkochloeae 
  - Arundoclaytonia Davidse & R.P.Ellis
  - Steyermarkochloa Davidse & R.P.Ellis
- Tribù Thysanolaeneae 
  - Thysanolaena Nees
- Tribù Tristachyideae Sánchez-Ken & L.G. Clark
  - Danthoniopsis Stapf
  - Dilophotriche (C.E.Hubb.) Jacq.-Fél.
  - Gilgiochloa Pilg.
  - Loudetia Hochst. ex Steud.
  - Loudetiopsis Conert
  - Trichopteryx Nees
  - Tristachya Nees
  - Zonotriche (C.E.Hubb.) J.B.Phipps
- Tribù Zeugiteae 
  - Chevalierella A.Camus
  - Lophatherum Brongn.
  - Orthoclada P.Beauv.
  - Pohlidium Davidse, Soderstr. & R.P.Ellis
  - Zeugites P.Browne
- Panicoideae incertae sedis
  - Alloeochaete C.E.Hubb.
  - Chandrasekharania V.J.Nair, V.S.Ramach. & Sreek.
  - Dichaetaria Nees ex Steud.
  - Schmidiella Veldkamp

 Sottofamiglia Pharoideae 
- Leptaspis R.Br.
- Pharus P.Browne
- Scrotochloa Judz.

 Sottofamiglia Pooideae 
- Tribù Ampelodesmeae Tutin
  - Ampelodesmos Link
- Tribù Brachyelytreae Ohwi
  - Brachyelytrum P.Beauv.
- Tribù Brachypodieae Harz
  - Brachypodium P.Beauv.
- Tribù Bromeae Dumort.
  - Bromus L.
- Tribù Brylkinieae  Tateoka
  - Brylkinia F.Schmidt
- Tribù Diarrheneae C.S.Campb.
  - Diarrhena P.Beauv.
- Tribù Duthieeae Röser & Jul.Schneid.
  - Anisopogon R.Br.
  - Danthoniastrum (Holub) Holub
  - Duthiea Hack. ex Procop.
  - Metcalfia Conert
  - Pappagrostis Roshev.
  - Pseudodanthonia Bor & C.E.Hubb.
  - Sinochasea Keng
  - Stephanachne Keng
- Tribù Hordeeae Martinov
  - Aegilops L.
  - Agropyron Gaertn.
  - Anthosachne Steud.
  - Australopyrum (Tzvelev) Á.Löve
  - Campeiostachys Drobow
  - Crithopsis Jaub. & Spach
  - Dasypyrum (Coss. & Durieu) T.Durand
  - Elymus L.
  - Eremopyrum (Ledeb.) Jaub. & Spach
  - Festucopsis (C.E.Hubb.) Melderis
  - Henrardia C.E.Hubb.
  - Heteranthelium Hochst. ex Jaub. & Spach
  - Hordelymus (Jess.) Harz
  - Hordeum L.
  - Kengyilia C.Yen & J.L.Yang
  - Leymus Hochst.
  - Peridictyon Seberg, Fred. & Baden
  - Psathyrostachys Nevski ex Roshev.
  - Pseudoroegneria (Nevski) Á.Löve
  - Secale L.
  - Stenostachys Turcz.
  - Taeniatherum Nevski
  - Thinopyrum Á.Löve
  - Triticum L.
- Tribù Littledaleeae Soreng & J.I.Davis
  - Littledalea Hemsl.
- Tribù Lygeeae J.Presl
  - Lygeum Loefl. ex L.
- Tribù Meliceae Link ex Endl.
  - Glyceria R.Br.
  - Koordersiochloa Merr.
  - Lycochloa Sam.
  - Melica L.
  - Pleuropogon R.Br.
  - Schizachne Hack.
  - Triniochloa Hitchc.
- Tribù Nardeae W.D.J.Koch
  - Nardus L.
- Tribù Phaenospermateae Renvoize & Clayton
  - Phaenosperma Munro ex Benth.
- Tribù Poeae R.Br.
  - Sottotribù Agrostidinae Fr.
    - Agrostis L.
    - Agrostula P.M.Peterson, Romasch., Soreng & Sylvester
    - Alpagrostis P.M.Peterson, Romasch., Soreng & Sylvester
    - Calamagrostis Adans.
    - Gastridium P.Beauv.
    - Lachnagrostis Trin.
    - Limnodea L.H.Dewey
    - Podagrostis (Griseb.) Scribn. & Merr.
    - Polypogon Desf.
    - Triplachne Link

  - Sottotribù Airinae Fr.
    - Aira L.
    - Avenella Bluff ex Drejer
    - Corynephorus P.Beauv.
    - Periballia Trin.

  - Sottotribù Alopecurinae Dumort.
    - Alopecurus L.
    - Limnas Trin.

  - Sottotribù Ammochloinae 
    - Ammochloa Boiss.

  - Sottotribù Anthoxanthinae A.Gray
    - Anthoxanthum L.

  - Sottotribù Antinoriinae Röser & Tkach
    - Antinoria Parl.

  - Sottotribù Aristaveninae F.Albers & Butzin
    - Deschampsia P.Beauv.

  - Sottotribù Aveninae J. Presl
    - Acrospelion Besser
    - Arrhenatherum P.Beauv.
    - Avellinia Parl.
    - Avena L.
    - Cinnagrostis Griseb.
    - Gaudinia P.Beauv.
    - Graphephorum Desv.
    - Helictotrichon Besser
    - Koeleria Pers.
    - Lagurus L.
    - Parafestuca E.B.Alexeev
    - Peyritschia E.Fourn.
    - Rostraria Trin.
    - Sibirotrisetum Barberá, Soreng, Romasch., Quintanar & P.M.Peterson
    - Sphenopholis Scribn.
    - Tricholemma (Röser) Röser
    - Trisetaria Forssk.
    - Trisetopsis Röser & A.Wölk
    - Trisetum Pers.
    - Tzveleviochloa Röser & A.Wölk

  - Sottotribù Avenulinae Röser & Tkach
    - Avenula (Dumort.) Dumort.

  - Sottotribù Beckmanniinae Nevski
    - Beckmannia Host
    - Pholiurus Trin.
    - Pseudophleum Dogan
    - Rhizocephalus Boiss.

  - Sottotribù Brizinae Tzvelev
    - Airopsis Desv.
    - Briza L.

  - Sottotribù Calothecinae Soreng
    - Boldrinia L.N.Silva
    - Calotheca Desv.
    - Chascolytrum Desv.
    - Condilorachia P.M.Peterson, Romasch. & Soreng
    - Erianthecium Parodi
    - Lombardochloa Roseng. & B.R.Arrill.
    - Microbriza Parodi ex Nicora & Rúgolo
    - Poidium Nees
    - Rhombolytrum Link
    - Rosengurttia L.N.Silva

  - Sottotribù Cinninae Caruel
    - Agrostopoa Davidse, Soreng & P.M.Peterson
    - Aniselytron Merr.
    - Cinna L.
    - Cinnastrum E.Fourn.
    - Cyathopus Stapf
    - Simplicia Kirk

  - Sottotribù Coleanthinae Rouy
    - Catabrosa P.Beauv.
    - Catabrosella (Tzvelev) Tzvelev
    - Coleanthus Seidel ex Roem. & Schult.
    - Colpodium Trin.
    - Hyalopoa (Tzvelev) Tzvelev
    - Hyalopodium Röser & Tkach
    - Paracolpodium (Tzvelev) Tzvelev
    - Phippsia (Trin.) R.Br.
    - Puccinellia Parl.
    - Sclerochloa P.Beauv.

  - Sottotribù Cynosurinae Fr.
    - Cynosurus L.

  - Sottotribù Dactylidinae Stapf 
    - Dactylis L.
    - Lamarckia Moench

  - Sottotribù Dupontiinae Soreng & L.J.Gillespie
    - Arctohyalopoa Röser & Tkach
    - Dupontia R.Br.
    - Dupontiopsis Soreng, L.J.Gillespie & Koba

  - Sottotribù Echinopogoninae Soreng
    - Ancistragrostis S.T.Blake
    - Echinopogon P.Beauv.
    - Greeneochloa P.M.Peterson, Soreng, Romasch. & Barberá
    - Pentapogon R.Br.
    - Relchela Steud.

  - Sottotribù Hookerochloinae Soreng & L.J.Gillespie
    - Arctagrostis Griseb.
    - Hookerochloa E.B.Alexeev
    - Nicoraepoa Soreng & L.J.Gillespie
    - Saxipoa Soreng, L.J.Gillespie & S.W.L.Jacobs
    - Sylvipoa Soreng, L.J.Gillespie & S.W.L.Jacobs

  - Sottotribù Helictochloinae Röser & Tkach
    - Helictochloa Romero Zarco
    - Molineriella Rouy

  - Sottotribù Holcinae 
    - Holcus L.
    - Vahlodea Fr.

  - Sottotribù Hypseochloinae 
    - Hypseochloa C.E.Hubb.

  - Sottotribù Loliinae Dumort.
    - Castellia Tineo
    - Festuca Tourn. ex L.
    - Locajonoa Soreng
    - Lolium L.
    - Megalachne Steud.
    - Patzkea G.H.Loos
    - Pseudobromus K.Schum.
    - Wangenheimia Moench

  - Sottotribù Miliinae Dumort.
    - Milium L.

  - Sottotribù Paramochloinae L.N.Silva & Saarela
    - Laegaardia P.M.Peterson, Soreng, Romasch. & Barberá
    - Paramochloa P.M.Peterson, Soreng, Romasch. & Barberá

  - Sottotribù Parapholiinae Caro
    - Agropyropsis (Batt. & Trab.) A.Camus
    - Catapodium Link
    - Cutandia Willk.
    - Desmazeria Dumort.
    - Parapholis C.E.Hubb.
    - Sphenopus Trin.
    - Vulpiella (Batt. & Trab.) Burollet

  - Sottotribù Phalaridinae Fr.
    - Phalaris L.

  - Sottotribù Phleinae Dumort.
    - Phleum L.

  - Sottotribù Poinae Dumort.
    - Oreopoa H.Scholz & Parolly
    - Poa L.

  - Sottotribù Scolochloinae Tzvelev 
    - Dryopoa Vickery
    - Scolochloa Link

  - Sottotribù Sesleriinae Parl.
    - Echinaria Desf.
    - Mibora Adans.
    - Oreochloa Link
    - Psilathera Link
    - Sesleria Scop.
    - Sesleriella Deyl

  - Sottotribù Torreyochloinae Soreng & J.I. Davis
    - Amphibromus Nees
    - Torreyochloa Church

  - Sottotribù Ventenatinae Holub
    - Apera Adans.
    - Bellardiochloa Chiov.
    - Nephelochloa Boiss.
    - Parvotrisetum Chrtek
    - Ventenata Koeler

  - Poeae incertae sedis
    - Arctopoa (Griseb.) Prob.
- Tribù Stipeae Martinov
  - Achnatherum P.Beauv.
  - Aciachne Benth.
  - Amelichloa Arriaga & Barkworth
  - Anemanthele Veldkamp
  - Austrostipa S.W.L.Jacobs & J.Everett
  - Barkworthia Romasch., P.M.Peterson & Soreng
  - Celtica F.M.Vázquez & Barkworth
  - Eriocoma Nutt.
  - Hesperostipa (Elias) Barkworth
  - Jarava Ruiz & Pav.
  - Lorenzochloa Reeder & C.Reeder
  - Macrochloa Kunth
  - Nassella (Trin.) É.Desv.
  - Neotrinia (Tzvelev) M.Nobis, P.D.Gudkova & A.Nowak
  - Oloptum Röser & Hamasha
  - Ortachne Nees ex Steud.
  - Orthoraphium Nees
  - Oryzopsis Michx.
  - Pappostipa (Speg.) Romasch., P.M.Peterson & Soreng
  - Patis Ohwi
  - Piptatheropsis Romasch., P.M.Peterson & Soreng
  - Piptatherum P.Beauv.
  - Piptochaetium J.Presl
  - Psammochloa Hitchc.
  - Pseudoeriocoma Romasch., P.M.Peterson & Soreng
  - Ptilagrostiella Romasch., P.M.Peterson & Soreng
  - Ptilagrostis Griseb.
  - Stipa L.
  - Stipellula Röser & Hamasha
  - Thorneochloa Romasch., P.M.Peterson & Soreng
  - Timouria Roshev.
  - Trikeraia Bor

 Sottofamiglia Puelioideae 
- Guaduella Franch.
- Puelia Franch.

Sono inoltre noti i seguenti ibridi intergenerici:
- × Aegilotriticum P.Fourn.
- × Agroelymus A.Camus
- × Agropogon P.Fourn.
- × Arctodupontia Tzvelev
- × Campeyilia Sennikov
- × Catanellia L.J.Gillespie & Soreng
- × Cynochloris Clifford & Everist
- × Dupoa J.Cay. & Darbysh.
- × Elyhordeum Mansf.
- × Elyleymus B.R.Baum
- × Elymostachys Tzvelev
- × Eriosella Romasch.
- × Festulolium Asch. & Graebn.
- × Gigantocalamus K.M.Wong
- × Kengdoroegneria Olshanskyi
- × Leydeum Barkworth
- × Leymostachys Tzvelev
- × Phyllosasa Demoly
- × Pucciphippsia Tzvelev
- × Sibirotrisetokoeleria Chepinoga
- × Thinoelymus Banfi
- × Thyrsocalamus Sungkaew & W.L.Goh
- × Trisetopsotrichon Röser & A.Wölk
- × Triticosecale Wittm. ex A.Camus (Triticum × Secale)

## Medicina

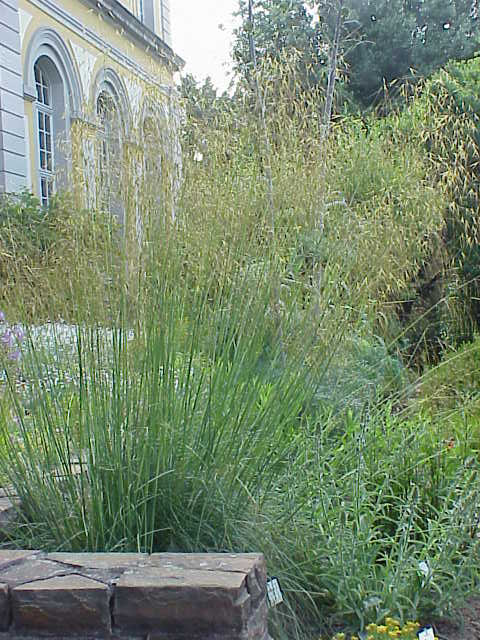
Stipa gigantea

Le Poaceae possono causare allergie. Di seguito le specie che causano pollinosi:
- Agropyron repens (Caprinella, Dente canino)
- Agrostis alba (Agrostide, Capellini)
- Anthoxanthum odoratum (Paleo odoroso)
- Avena sativa (Avena)
- Bromus inermis (Paleo, forasacco)
- Bromus mollis (Spigolina, forasacco)
- Cynodon dactylon (Gramigna comune o Erba canina)
- Dactylis glomerata (Mazzolina)
- Farro
- Festuca arundinacea (Paleo dei prati o doppio)
- Holcus lanatus (Bambagiona, Fienolanoso)
- Hordeum vulgare (Orzo)
- Lolium italicum (Loglio)
- Lolium perenne (Logliarello, Loglietto)
- Panicum miliaceum (Miglio)
- Phleum pratense (Codolina)
- Poa pratensis (Gramigna dei prati, Erba fienarola)
- Oryza (Riso)
- Secale cereale (Segale)
- Sorghum halepense (Cannarecchia)
- Sorghum vulgare (Sorgo, Melica)
- Triticum aestivum (Grano tenero)
- Triticum durum (Grano duro)
- Zea mays (Granturco)

## Usi
Le Poaceae hanno un'enorme importanza nell'economia della biosfera: comprendono infatti la maggior parte dei cereali prodotti alla base dell'alimentazione umana.
Tipicamente, vengono consumati solo i semi (chicchi), previa cottura. In alcuni casi, i semi vengono consumati interi (procedimento comune in particolare per il riso, ma applicato anche ad altri cereali), mentre in altri casi essi vengono prima macinati, producendo una farina; alla farina vengono aggiunti acqua e in molti casi lievito, con risultati molto diversi (pane, pasta, focacce, pizza, polenta, porridge, cracker ecc.).
Diversi cereali sono usati anche per la produzione di bevande alcoliche. Soprattutto l'orzo, ma anche il grano, vengono usati per la produzione di birre. Cereali diversi (grano, orzo, segale) sono usati tradizionalmente per produrre la vodka, il whisky, il gin. Il riso è invece usato per il sakè. Una specie Anthoxanthum nitens (Erba del bisonte), ovvero la pianta di cui si cibano i bisonti europei, viene utilizzata in Polonia per la produzione di una vodka, la Żubrówka, nome locale della pianta in questione, derivante dal termine polacco Żubr (bisonte). Dalle lacrime di Giobbe vengono ricavati alcuni liquori cinesi e coreani.
Inoltre diversi cereali, insieme a piante erbacee di altre famiglie, sono usati per l'alimentazione del bestiame domestico.
I cereali usati come alimenti per l'uomo (prescindendo quindi dai cereali usati solo per il bestiame) sono:
- Triticum, grano (varie specie; comprende anche il farro)
- Zea mays, mais o granturco
- Oryza sativa, riso (un'altra specie congenere, Oryza glaberrima, è usata in Africa occidentale)
- Hordeum vulgare, orzo
- Secale cereale, segale
- Avena sativa, avena
- Sorghum vulgare, sorgo
- Panicum miliaceum, miglio
- Eragrostis tef, tef (quasi esclusivo dell'Etiopia)
- Coix lacryma-jobi, lacrime di Giobbe (in Asia sud-orientale)
- Phalaris canariensis, scagliola (coltivata soprattutto in Nordafrica e in Messico)
- Digitaria exilis e Digitaria iburua, fonio (in Africa occidentale)

### Usi non alimentari
Fuori dal campo alimentare, va segnalato soprattutto il bambù, nome collettivo che comprende diverse specie affini, usate come materiale da costruzione.